# Pagopedilum bradyana
Pagopedilum bradyana är en insektsart som först beskrevs av Henri Saussure 1887.  Pagopedilum bradyana ingår i släktet Pagopedilum och familjen Pamphagidae. Inga underarter finns listade i Catalogue of Life.